# Javier Villafráz
José Javier Villafráz Quintero (Mérida, Estado Mérida, Venezuela; 1 de enero de 1980) es un exfutbolista venezolano que jugaba como centrocampista y su último equipo fue el Atlético El Vigía de la Segunda División de Venezuela. 

## Trayectoria
Javier Villafráz debutó en la primera división en el 2003 con el Estudiantes de Mérida, en el 2004 es fichado por el Club Deportivo Italmaracaibo y un año más tarde regresaría al Estudiantes de Mérida. En el 2006 fue transferido al Deportivo Táchira equipo con el cual obtendría el campeonato en la temporada 2007-08 con un golazo de Tiro Libre de él ante el Caracas FC. Estuvo inmerso en un escándalo de dopaje, por lo que la FVF le impuso una sanción de varios meses sin poder jugar competición alguna. Llegó al Aragua FC en el 2012, donde jugó hasta noviembre del 2013. El 7 de enero de 2014 fue presentado por la directiva del Zulia FC. Y para la Temporada  2014-2015 fue contratado para jugar con el Zulia Fútbol Club.
Actualmente está jugando con el equipo de 2.ª división Titanes FC con sede en Maracaibo Edo. Zulia

## Clubes
| Club                                    | País      | Año         | Goles |
| --------------------------------------- | --------- | ----------- | ----- |
| Estudiantes de Mérida                   | Venezuela | 2003 - 2004 | 4     |
| Italmaracaibo                           | Venezuela | 2004 - 2005 | 5     |
| Estudiantes de Mérida                   | Venezuela | 2005        | 1     |
| Deportivo Táchira                       | Venezuela | 2006 - 2012 | 18    |
| Aragua FC                               | Venezuela | 2012 -2013  | 8     |
| Zulia                                   | Venezuela | 2013 - 2014 | 11    |
| Portuguesa                              | Venezuela | 2014 - 2016 | 8     |
| Ureña Sport club                        | Venezuela | 2016        | 5     |
| Fundación Atlético El Vigía Fútbol Club | Venezuela | 2016 - 2017 | 4     |
| Titanes FC                              | Venezuela | 2017 - 2020 | 5     |

## Palmarés

### Campeonatos nacionales
| Título                        | Club              | País      | Año     |
| ----------------------------- | ----------------- | --------- | ------- |
| Primera División de Venezuela | Deportivo Táchira | Venezuela | 2007-08 |
| Primera División de Venezuela | Deportivo Táchira | Venezuela | 2010-11 |